# Бейкерхилл (Алабама)
Бе́йкерхилл (англ. Bakerhill) — город в округе Барбор, штат Алабама. Население по переписи 2020 года — 211 человек.

## География
Находится в 114 км к юго-востоку от административного центра штата, города Монтгомери. По данным Бюро переписи США, общая площадь города равняется 7,13 км². К западу от города протекает река Чаттахучи.

## История
Первое поселение располагалось примерно в миле к юго-востоку от нынешнего месторасположения города и было известно как Честнатвилл. В середине XIX века город был переименован в Бейкерхилл в честь семьи Бейкер, которая переехала в этот район из Южной Каролины. На ранних стадиях зарождения промышленности в Бейкерхилле получили развитие производство скипидара и добыча бокситов для производства алюминия. Официально образован в январе 1997 года, вскоре после того, как неподалёку открылась птицефабрика.

## Население
| Год переписи                    | Нас. |       | %±     |
| ------------------------------- | ---- | ----- | ------ |
| 2010                            | 279  |       | —      |
| 2020                            | 211  |       | −24,4% |
| 2022                            | 206  | [ 7 ] | −2,4%  |
| 2010–2022 U.S. Decennial Census |      |       |        |

По переписи населения 2020 года в городе проживало 211 жителей. Плотность населения — 29,59 чел. на один квадратный километр. Расовый состав населения: белые — 63,03 %, чёрные или афроамериканцы — 31,28 %, испаноязычные или латиноамериканцы — 0,95 % и представители других рас — 4,74 %.

## Экономика
Крупнейшее предприятие в округе расположено в черте города — это предприятие «Tyson Foods», в котором занято более 1500 человек. По данным переписи 2020 года, средний годичный доход домохозяйства составляет 40 893 долларов, что на 16,73 % выше среднего уровня по округу и на 21,41 % ниже среднего по штату. Доля населения, находящегося за чертой бедности, — 25,5 %.

## Культура
С 1997 года в городе проводится Фестиваль кур. Каждый год в 3-ю субботу октября в рамках фестиваля подают бесплатные блюда, в их числе картофельный салат, салат из капусты и курица-барбекю.